# Primera División 1961 (Chili)
In 1961 werd het 29ste seizoen gespeeld van de Primera División, de hoogste voetbalklasse van Chili. Universidad Católica werd kampioen.  

## Eindstand
| Plaats | Club                 | Wed. | W  | G  | V  | Saldo | Ptn. |
| ------ | -------------------- | ---- | -- | -- | -- | ----- | ---- |
| 1      | Universidad Católica | 26   | 15 | 8  | 3  | 69:35 | 37   |
| 2      | Universidad de Chile | 26   | 13 | 12 | 1  | 55:28 | 36   |
| 3      | Colo-Colo            | 26   | 13 | 9  | 4  | 80:47 | 35   |
| 4      | Santiago Morning     | 26   | 12 | 9  | 5  | 52:34 | 33   |
| 5      | Everton              | 26   | 11 | 9  | 6  | 45:40 | 31   |
| 6      | Santiago Wanderers   | 26   | 11 | 5  | 10 | 46:49 | 27   |
| 7      | O'Higgins            | 26   | 11 | 4  | 11 | 41:40 | 26   |
| 8      | Unión Española       | 26   | 10 | 6  | 10 | 51:55 | 26   |
| 9      | Palestino            | 26   | 11 | 3  | 12 | 47:60 | 25   |
| 10     | Ferrobádminton       | 26   | 7  | 8  | 11 | 38:52 | 22   |
| 11     | Audax Italiano       | 26   | 7  | 7  | 12 | 46:57 | 21   |
| 12     | Green Cross          | 26   | 4  | 7  | 15 | 39:56 | 15   |
| 13     | San Luis             | 26   | 5  | 5  | 16 | 36:58 | 15   |
| 14     | Rangers              | 26   | 2  | 8  | 16 | 31:65 | 12   |

|  | Finale titel |

### Finale
|                                 |                       |       |                        |                                                                                         |
| 2 januari 1962 Eerste wedstrijd | Universidad Católica  | 1 – 1 | Universidad de Chile   | Estadio Nacional, Santiago de Chile Toeschouwers: 45.414 Scheidsrechter: Alberto Tejada |
| 2 januari 1962 Eerste wedstrijd | Alfonso Sepúlveda 64' |       | 79' Alberto Fouillioux | Estadio Nacional, Santiago de Chile Toeschouwers: 45.414 Scheidsrechter: Alberto Tejada |

|                                 |                                                                  |       |                                    |                                                                                      |
| 5 januari 1962 Tweede wedstrijd | Universidad Católica                                             | 3 – 2 | Universidad de Chile               | Estadio Nacional, Santiago de Chile Toeschouwers: 54.009 Scheidsrechter: Luis Ventre |
| 5 januari 1962 Tweede wedstrijd | Alberto Fouillioux 4' Fernando Ibáñez 47' Alberto Fouillioux 87' |       | 2' Carlos Campos 14' Carlos Campos | Estadio Nacional, Santiago de Chile Toeschouwers: 54.009 Scheidsrechter: Luis Ventre |